# Niels-Christian Holmstrøm
Niels-Christian Holmstrøm (* 23. února 1947, Kodaň) je bývalý dánský fotbalista, útočník. V roce 1974 se stal dánským fotbalistou roku. V roce 1968 byl nejlepším střelcem dánské ligy. Po skončení aktivní kariéry působil jako trenér.

## Fotbalová kariéra
Začínal v dánské lize v týmu KB Kodaň, se kterým získal v roce 1968 mistrovský titul a v roce 1969 dánský fotbalový pohár. V letech 1969-1971 hrál nizozemskou ligu za ADO Den Haag a HFC Haarlem. V roce 1971 se vrátil do týmu KB Kodaň a v roce 1974 získal s týmem druhý mistrovský titul. Od roku 1974 hrál tři sezóny francouzskou Ligue 1 za FC Girondins de Bordeaux. Aktivní kariéru ukončil v roce 1978 v KB Kodaň. V Poháru UEFA nastoupil ve 4 utkáních a dal 1 gól. Za dánskou reprezentaci nastoupil v letech 1968–1976 v 15 utkáních a dal 4 góly.

## Ligová bilance
| Ročník                       | Zápasy | Góly | Klub                     |
| ---------------------------- | ------ | ---- | ------------------------ |
| 1. dánská liga 1967          | -      | -    | KB Kodaň                 |
| 1. dánská liga 1968          | 22     | 23   | KB Kodaň                 |
| 1. dánská liga 1969          | 10     | 10   | KB Kodaň                 |
| 1. nizozemská liga 1969/1970 | 27     | 7    | ADO Den Haag             |
| 1. nizozemská liga 1970/1971 | -      | -    | HFC Haarlem              |
| 1. dánská liga 1971          | -      | -    | KB Kodaň                 |
| 1. dánská liga 1972          | -      | 10   | KB Kodaň                 |
| 1. dánská liga 1973          | -      | 15   | KB Kodaň                 |
| 1. dánská liga 1974          | 22     | 24   | KB Kodaň                 |
| Ligue 1 1974/1975            | 6      | 1    | FC Girondins de Bordeaux |
| Ligue 1 1975/1976            | 30     | 11   | FC Girondins de Bordeaux |
| Ligue 1 1976/1977            | 22     | 5    | FC Girondins de Bordeaux |
| 1. dánská liga 1977          | -      | -    | KB Kodaň                 |
| CELKEM Ligue 1               | 58     | 17   |                          |